# Sarcophilus
Sarcophilus és un gènere de marsupials carnívors especialment conegut pel seu únic membre vivent, el diable de Tasmània.
Se n'ha descrit tres espècies. S. laniarius i S. moornaensis només són coneguts a partir de fòssils del Plistocè. S. laniarius era més gros que l'espècie actual, l'única vivent, pesant fins a 10 kg més que S. harrisii. La relació entre les tres espècies és incerta: mentre que alguns han proposat que S. harrisii podria ser una versió nana de S. laniarius, altres argumenten que és una espècie completament diferent i que ambdues podrien haver coexistit durant el Plistocè.